# اسنق
اسنق یکی از روستاهای استان آذربایجان شرقی است که در دهستان اردلان بخش مهربان شهرستان سرآب واقع شده‌است.

## آثار باستانی
اثر تاریخی این روستا مسجد سنگی اسنق است.